# Porophyllum viridiflorum
Porophyllum viridiflorum là một loài thực vật có hoa trong họ Cúc. Loài này được (Kunth) DC. miêu tả khoa học đầu tiên năm 1836.